# فرنسوا بايرو
فرانسوا رينيه جان لوسيان بايرو (بالفرنسية: François Bayrou) (من مواليد 25 مايو 1951)، هو سياسي فرنسي، يشغل منصب رئيس وزراء فرنسا منذ ديسمبر 2024. يرأس الحزب الديمقراطي الأوروبي منذ عام 2004، والحركة الديمقراطية منذ عام 2007. يُعرف بميوله الوسطية، وكان مرشحًا في الانتخابات الرئاسية الفرنسية أعوام 2002 و2007 و2012.
شغل بايرو منصب وزير التربية الوطنية في ثلاث حكومات متتالية بين عامي 1993 و1997. كما كان عضوًا في الجمعية الوطنية الفرنسية عن دائرة بيرينيه أتلانتيك من عام 1986 إلى 2012 مع بعض الفترات المتقطعة، وكان نائبًا في البرلمان الأوروبي من 1999 إلى 2002. ومنذ عام 2014، يشغل منصب عمدة مدينة بو.
كانت هناك تكهنات حول ترشحه في الانتخابات الرئاسية لعام 2017، لكنه قرر عدم خوض السباق ودعم إيمانويل ماكرون، الذي عيّنه بعد فوزه وزير دولة للعدل في حكومة إدوار فيليب. في 21 يونيو 2017، استقال من الحكومة إثر تحقيق حول مزاعم بتوظيف مساعدين برلمانيين بشكل غير قانوني لصالح حزبه، وهو التحقيق الذي بدأ في وقت سابق من ذلك الشهر. وفي عام 2024، تمت تبرئته من تلك التهم.
في 13 ديسمبر 2024، عيّنه الرئيس إيمانويل ماكرون رئيسًا للوزراء بعد أن سقطت حكومة ميشيل بارنييه إثر تصويت بحجب الثقة.

## مرشح للانتخابات الرئاسية الفرنسية في 2007
حل في المرتبة الثالثة بنسبة 18 بالمئة بعد الحزب الاشتراكي بقيادة سيغولين رويال في الدوري الأول من الانتخابات الفرنسية أبريل 2007.

## روابط خارجية
- فرنسوا بايرو على موقع IMDb (الإنجليزية)
- فرنسوا بايرو على موقع روتن توميتوز (الإنجليزية)
- فرنسوا بايرو على موقع مونزينجر (الألمانية)
- فرنسوا بايرو على موقع ألو سيني (الفرنسية)
- فرنسوا بايرو على موقع ديسكوغز (الإنجليزية)
- فرنسوا بايرو على موقع قاعدة بيانات الفيلم (الإنجليزية)